# Suteneko Tora-chan
Suteneko Tora-chan (すて猫トラちゃん?) è un film del 1947 diretto da Kenzō Masaoka. È un cortometraggio anime prodotto da Nihon Dogasha e Toho Kyōiku Eigabu e distribuito in Giappone il 25 settembre 1947. Il corto, inedito in Italia, ebbe due sequel: Tora-chan to Hanayome e Tora-chan no Kankan Mushi.

## Trama
Un gattino abbandonato viene accolto in una famiglia di gatti. Il nuovo arrivato è ben accolto da tutti, ma genera le gelosie della più giovane gattina della famiglia.